# Maren Jäger
Maren Jäger (* 1977 in Bottrop) ist Germanistin und Academic Director ECHO – Center for the Study of Rhetoric Between Old and New Media an der FU Berlin.

## Leben
Jäger studierte Deutsche Philologie, Anglistik sowie Allgemeine und Vergleichende Literaturwissenschaft in Mainz und Glasgow und promovierte über die Joycerezeption in Deutschland nach 1945 bei Andreas Solbach. Sie war wissenschaftliche Mitarbeiterin in Mainz, Essen und Flensburg und von 2017 bis 2021 Postdoktorandin im Graduiertenkolleg „Literatur- und Wissensgeschichte kleiner Formen“ an der Humboldt-Universität zu Berlin. Ihr Habilitationsthema behandelte „Brevitas. Kürze zwischen Ökonomie und Ästhetik“. Sie war Vertretungs- und Gastprofessorin an der HU Berlin, ist Mitglied in Literaturpreisjurys und Moderatorin von Literatur-, insbesondere Lyrikveranstaltungen. Jäger ist eine Vermittlerin und Kritikerin von zeitgenössischer Lyrik.
Ihre aktuellen Arbeitsschwerpunkte sind u. a. Rhetorik und Poetik der Kürze, Gattungstheorie und Geschichte kurzer Formen, Formen, Theorie und Geschichte der Lyrik und Lyrik des 21. Jahrhunderts. Laufende Forschungsvorhaben sind u. a. Epigramm und Inschrift in Antike und Früher Neuzeit – und ihre Echos bis ins 21. Jh. und SprechWerkZeuge. Medialität und Aura der Stimme.
Sie ist unter anderem Mitglied in der Jury des Peter-Huchel-Preises.

## Werke
- Die Joyce-Rezeption in der deutschsprachigen Erzählliteratur nach 1945. Tübingen 2009.
- mit Ethel Matala de Mazza, Joseph Vogl (Hrsg.): Reihe Minima. Literatur- und Wissensgeschichte kleiner Formen, Verkleinerung. Berlin 2021.
- mit Bernard Banoun (Hrsg.): Text & Kritik 226: Ulrich Peltzer. München 2020.
- mit Christopher Busch, Till Dembeck (Hrsg.): Ichtexte. Beiträge zur Philologie des Individuellen. Paderborn 2019.
- mit Matthias Bauer (Hrsg.): Mythopoetik im 20. Jahrhundert: Film und Literatur. München 2012.

## Aufsätze
- Gegenwartslyrik um 2020. Vier Szenarien und viele offene Fragen [Gem. m. Johannes Ullmaier]. In: DVjs 97 (2023) H. 4: Gegenwartsliteratur als Herausforderung des Literarischen, S. 901–915; Online.
- Mehrdeutigkeit als Thema in ‚schwierigen‘ Gedichten: Beobachtungen zur Lyrik der Jahrtausendwende. In: Mehrdeutigkeit als literarisches Thema. Strategien und Funktionen von der Romantik bis zur Gegenwart. Hrsg. von Stefan Descher u. a. Bielefeld 2023 (Literarität und Liminalität), S. 253–281; Online
- „der Rest ist Lücke, Zwischenraum, Fragment“. Das Fragment(arische) im lyrischen und essayistischen Werk Gerhard Falkners. In: Materie: Poesie. Zum Werk Gerhard Falkners. Hrsg. von Constantin Lieb, Hermann Korte u. Peter Geist. Heidelberg 2018 (Beiträge zur neueren Literaturgeschichte. 378.), S. 19–46.
- Im Netz. Zur digitalen Edition von Notizen und Notizbüchern. In: Sichtungen 16/17 (2017): „Gedanken Reisen, Einfälle kommen an“. Die Welt der Notiz, S. 118–130.